# Гермаківський скельний дуб
Гермаківський скельний дуб — вікове дерево, ботанічна пам'ятка природи місцевого значення. 
Зростає поблизу села Гермаківка Іване-Пустенської сільської громади Чортківського району Тернопільської області, в кв. 8, вид. 2, Гермаківського лісництва Чортківського держлісгоспу в межах лісового урочища «Дача Романського».
Оголошений об'єктом природно-заповідного фонду рішенням виконкому Тернопільської обласної ради від 21 грудня 1974 № 554. Перебуває у віданні державного лісогосподарського об'єднання «Тернопільліс». Площа — 0,02 га.
Під охороною — дуб скельний віком понад 150 р. і діаметром 80 см, цінний у науково-пізнавальному та естетичному значеннях.